# Bystra (Metuje)
Die Bystra (auch Klikawa; deutsch Schnelle; tschechisch Bystrá, auch Klikava, Střela, Šnela auch Bystřina, Slaný Potok und Slánský Potok) ist ein linker Nebenfluss der Metuje (Mettau). Das von ihr durchflossene Gebiet gehört zum Powiat Kłodzki in der Woiwodschaft Niederschlesien in Polen.

## Beschreibung
Obwohl ihre Quelle zum Glatzer Kessel gehört, dessen Gewässer in die Oder und damit in die Ostsee entwässern, fließt die Bystra der Elbe, und damit der Nordsee zu, da oberhalb der Quelle die Wasserscheide verläuft.
Die Bystra, die das Lewiner Bergland (Wzgórza Lewińskie) entwässert und bei starkem Regen häufig über die Ufer tritt, entspringt in den Ausläufern des Adlergebirges östlich von Zimne Wody (Kaltwasser). Ihr Gebiet gehörte ursprünglich zur Herrschaft Hummel, die bis 1477 zur böhmischen Herrschaft Nachod gehörte und im selben Jahr in die Grafschaft Glatz eingegliedert wurde. Durch die nachfolgende Eindeutschung der geographischen Bezeichnungen wurde Bystrá in das gleichbedeutende Schnelle übersetzt. Nach dem Übergang an Polen 1945 wurde zunächst die polnische Schreibweise Bystra verwendet, später auch Klikawa.
Von der Quelle fließt die Bystra zunächst nordwestlich durch ein wenig bewohntes Tal, in dem sie kleinere Nebenflüsse aufnimmt, Richtung Lewin Kłodzki (Lewin). Von dort verläuft sie entlang der Europastraße 67, die sie nach Jeleniów (Gellenau) durch eine kleine Nordwest-Biegung verlässt. Der weitere Flussverlauf ist entlang der Dorfstraßen von Zakrze (Sackisch) und Słone (Schlaney/Schnellau), die beide als Ortsteile zu Kudowa-Zdrój gehören. Nach dem Dorfende von Słone wendet sie sich Richtung Südwest und fließt durch ein Wiesengelände nach einem knappen Kilometer kurz vor dem Grenzübergang Kudowa-Słone in die tschechische Mettau, die hier den Grenzfluss bildet. Von ihrer Quelle bis zur Mündung in die Mettau bildet sie das Schnelletal (Dolina Bystrej).

## Nebenflüsse
- Jaworniczka (R)
- Wyżnik (R), 4,7 km
- Dańczówka (R), 6,8 km
  - mit ihrem Zufluss Jerzykowicki Potok (R), 3,3 km
- Brzozowski Potok (deutsch Vogelbach, tschechisch Ptačí potok) (L) 5,3 km